# Menneskehed
Menneskehed (jævnfør tysk menschheit samt latin humanitas) om menneskene betragtet som en helhed (på tværs af alle tænkelige skel). Begrebet anvendes oftest i bestemt form, menneskeheden, om menneskene eller det menneskelige samfund.